# والچی دل
والچی دل شهری در استان وارنا کشور بلغارستان است که جمعیت آن در سال ۲۰۰۱ میلادی ۳٬۶۷۰ نفر بوده‌است.